# Mary Monckton
Mary Monckton, comtesse de Cork et Orrery (21 mai 1746 - 30 mai 1840) est une salonnière littéraire anglo-irlandaise. 

## Biographie
Elle est une fille de John Monckton (1er vicomte Galway) et de sa deuxième épouse, Jane Westenra de Rathleagh, comté de Queen, en Irlande. 
Dès son plus jeune âge, elle s'intéresse vivement à la littérature et, par son influence, la maison de sa mère à Londres devient un lieu de rencontre privilégié des célébrités littéraires. Samuel Johnson est un invité fréquent. Boswell place Mary Monckton parmi les clubs de bas-bleu. 
Le dramaturge Richard Brinsley Sheridan est un ami proche et un visiteur régulier: lors des élections générales de 1780, il défend les intérêts des Whig avec le frère de Mary, Edward, et est élu deuxième député de Stafford. Joshua Reynolds, Edmund Burke et Horace Walpole font partie de ses visiteurs assidus et Mme Siddons est son amie la plus proche. En 1786, elle devient la deuxième épouse d'Edmund Boyle (7e comte de Cork) et septième comte d'Orrery. En tant que Lady Cork, son amour pour les "lions" sociaux devient plus prononcé que jamais. George Canning et Castlereagh, Byron, Walter Scott, Lord John Russell, Robert Peel, Theodore Hook et Sydney Smith font partie de ses invités habituels. Politiquement, ses sympathies n’ont jamais fait de doute: bien que son frère Edward ait hésité, Mary est encore "un vrai whig" dans sa vieillesse. 
Elle est supposée être le modèle de Lady Bellair dans le temple Henrietta de Disraeli et on pense que Dickens s'est inspirée d'elle pour expliquer certaines des particularités de Mme Leo Hunter dans The Pickwick Papers. Lady Cork avait une mémoire remarquable et était une excellente interlocutrice. Plusieurs romans historiques de Georgette Heyer font allusion à la renommée de ses parti-pris littéraires et au rôle crucial que l'esprit et la bonne conversation y ont joué: un personnage remarque que l'éloge suprême que peut rêver une hôtesse s'appelle deuxième Lady Cork ". 
Elle meurt à Londres le 30 mai 1840 à quatre-vingt-quatorze ans, et jusque quelques jours avant sa mort, elle dînait ou recevait tous les soirs. Elle est enterrée dans l'église paroissiale de Brewood, dans le Staffordshire, à proximité du domaine de son frère, Edward Monckton. 